# Affif Ben Badra
Pour les articles homonymes, voir Badra.
Affif Ben Badra, né en 1960 à Tours (Indre-et-Loire), est un acteur et cascadeur franco-algérien.
Il est connu pour avoir joué le rôle de Warlord dans le film 10 000 de Roland Emmerich.

## Biographie
Affif a grandi dans la cité des Sables de La Riche près de Tours en Indre-et-Loire.

## Filmographie sélective

### Acteur

#### Cinéma
- 1997 : Dobermann de Jan Kounen
- 2004 : San-Antonio de Frédéric Auburtin
- 2005 : Danny the Dog de Louis Leterrier
- 2005 : Il ne faut jurer de rien ! d'Éric Civanyan
- 2006 : Le Sixième Homme de Julien Lacombe (court-métrage)
- 2007 : Truands de Frédéric Schoendoerffer
- 2007 : Jacquou Le Croquant de Laurent Boutonnat
- 2008 : Taken de Pierre Morel
- 2008 : 10 000 de Roland Emmerich : Warlord
- 2008 : Skate or Die de Miguel Courtois
- 2008 : L'Instinct de mort de Jean-François Richet
- 2011 : Légitime Défense de Pierre Lacan
- 2011 : Colombiana d'Olivier Megaton
- 2011 : Sherlock Holmes : Jeu d'ombres (Sherlock Holmes: A Game of Shadows) de Guy Ritchie
- 2013 : Piste Noire de Jalil Naciri : Slimane
- 2013 : La Confrérie des larmes de Jean-Baptiste Andrea : Omar
- 2013 : Intersections de David Marconi
- 2017 : Le Lieutenant Ottoman (The Ottoman Lieutenant) de Joseph Ruben
- 2017 : Overdrive de Antonio Negret
- 2017 : L'École buissonnière de Nicolas Vanier : le chef des gitans
- 2019 : Denard aka Borrowed time  d'Alan Delabie : Pietro

#### Télévision
- 1998 : Le Cœur et l'Épée de Fabrizio Costa
- 2003 : Aventure et Associés d'Adrian Dalton (1 épisode)
- 2006 : Ange de feu de Philippe Setbon
- 2006 : Les Bleus, premiers pas dans la police de Stephane Giusti et Alain Robillard (1 épisode)
- 2007 : Ali Baba et les 40 voleurs de Pierre Aknine
- 2008 : Une lumière dans la nuit d'Olivier Guignard
- 2009 : Cartouche, le brigand magnifique d'Henri Helman
- 2009 : Braquo (saison 1) d'Olivier Marchal
- 2010 : 1788... et demi série d'Olivier Guignard
- 2014 : Le Transporteur (1 épisode)
- 2017 : Force et Honneur (saison 1)
- 2017 : Holly Weed (saison 1)
- Depuis 2019 - présent : Plus Belle la vie, série France 3 (saisons 15, 16, 17) : Samir Guelma

### Cascadeur
- 1999 : Jeanne d'Arc de Luc Besson
- 2000 : Taxi 2 de Gérard Krawczyk
- 2001 : Le Baiser mortel du dragon de Chris Nahon
- 2002 : Femme fatale de Brian De Palma
- 2002 : La Mentale de Manuel Boursinhac
- 2003 : Taxi 3  de Gérard Krawczyk
- 2004 : Banlieue 13  de Pierre Morel
- 2004 : 36 Quai des Orfèvres d'Olivier Marchal
- 2006 : Ange de feu de Philippe Setbon
- 2008 : Taken de Pierre Morel
- 2009 : Cartouche, le brigand magnifique d'Henri Helman
- 2010 : From Paris with Love de Pierre Morel
- 2011 : À bout portant de Fred Cavayé

### Spectacles
- Disneyland Paris : Buffalo Bill's Wild West Show : Cow Boy/Indien (Disney Village)